# Mrfy
Mrfy, stilisiert als MRFY, ist eine Indie-Rock-Band aus Novo mesto in Slowenien. Sie besteht aus dem Sänger und Haupt-Songwriter Gregor Strasbergar (auch Štras genannt), dem Gitarristen Tomaž Zupančič und dem Schlagzeuger Rok Klobučar. Sie sind nach dem amerikanischen Ingenieur Edward A. Murphy benannt, der für das Sprichwort „Alles, was schiefgehen kann, wird auch schiefgehen“ berühmt ist. Die Mitglieder wählten eine leicht abgewandelte Schreibweise seines Namens.

## Geschichte

### Anfänge
Die Band Mrfy wurde von vier jungen Musikern aus Novo mesto gegründet. Die Gründungsmitglieder waren Gregor Strasbergar, Domen Bohte, Tomaž Zupančič und Rok Klobučar. Obwohl die Musiker noch jung waren, verfügten sie bereits über Erfahrung in verschiedenen musikalischen Projekten. Sänger und Gitarrist Gregor Strasbergar hatte zuvor in mehreren Bands gespielt, darunter Generacija Rudolfovo und Greg & Domine. Bassist und Saxophonist Domen Bohte hatte mit Strasbergar in ihrer Schul-Band Crossfire zusammengearbeitet.
Sie absolvierten ihre ersten öffentlichen Auftritte Mitte 2015, unter anderem beim Panorama in Regrča vas, im LokalPatriot und beim Črnfest in Črnomelj. Sie spielten außerdem am Waves Vienna am 7. September 2015 im Wiener Metropol. Ihre Musik, die sie selbst als Indie-Rock bezeichnen, basiert auf eigenständigen Kompositionen und Arrangements. Strasbergar schrieb in eineinhalb Jahren mehr als dreißig Songs, von denen siebzehn erstmals live gespielt wurden. Während die Band weiterhin Konzerte spielte, begann sie mit den Aufnahmen für ihre ersten Singles. Parallel dazu suchten sie nach einem neuen Bassisten, da Domen Bohte ein Studium am Prins Claus Konservatorium in Groningen aufnahm. Gregor Strasbergar setzte sein Journalismusstudium fort, während Tomi Zupančič und Rok Klobučar ihre akademische Laufbahn in Holzverarbeitung bzw. Sport begannen. Bohte wurde durch Lenart Merlin ersetzt.
Die Band veröffentlichte zwei Singles: Klic (deutsch „Der Ruf“) im Dezember 2016 und Always (Če te najdem) im April 2017. Im selben Jahr trat sie im Rahmen des Ortofests gemeinsam mit der slowenischen Indie-Rock-Band Koala Voice in der Orto Bar auf. Im Oktober 2017 erschien ihre dritte Single Anakin. Die vierte Single Tretje oko (deutsch „Das dritte Auge“) folgte im Januar 2018. Gleichzeitig kündigte die Band die Veröffentlichung ihrer Debüt-EP A Side of the Story am 1. März 2018 an.
Nach der Veröffentlichung der EP startete die Band im April und Mai die „Dobar dan“-Tour durch Slowenien. Einen Tag vor dem ersten Konzert in Novo mesto, ihrer Heimatstadt, am 12. April, veröffentlichte die Band die Single Ti dam (deutsch „Ich gebe dir“) als vierte Single aus der EP. Die Tour endete mit einem Konzert am 24. Mai in der Gala Hall in Ljubljana. Während des Auftritts kündigte Sänger Gregor Strasbergar an, dass er und die Band bereits genügend Songs geschrieben hätten, um im Sommer ihr erstes Album in voller Länge aufzunehmen und im September zu veröffentlichen. In den sozialen Medien gab die Band bekannt, dass das Album mit dem Titel Story am 21. September 2018 erscheinen würde, dem neunten Jahrestag des Konzertsaals Kino Šiška.
Am 9. Juli 2018 veröffentlichte die Band ein Album mit Aufnahmen aus der Sendung Izštekani vom 22. Mai, das als zweite Ausgabe der Reihe nach dem Album von Koala Voice erschien. Anfang September erschien die letzte Single des kommenden Albums, Umru zate (deutsch „Für dich sterben“), zu der ein Musikvideo unter der Regie der Musikerin Katarina Rešek-Kukla produziert wurde.

### AlbumStoryund Top Mont Tour
Im September 2018 veröffentlichte die Band ihr Debütalbum Story über SonicTribe. Das Album wurde allgemein gut aufgenommen, und die Band veröffentlichte insgesamt neun Musikvideos zu den darauf enthaltenen Songs.
Im Frühjahr 2019 begann die „Top Mont Tour“ durch Slowenien. Die Tour startete mit einem Konzert in Maribor, ging weiter in Kamnik, Celje, Izola, Tolmin, Ljubljana und endete in ihrer Heimatstadt Novo mesto. Das Vorprogramm bestritten Bands wie The Mint, Jackson, Kiwi Flash und Luto. Neben Songs aus dem Album Story spielte die Band auch ältere unveröffentlichte Lieder sowie eine Coverversion von Lana Del Reys Video Games.

### Save the Puffins Tour und weitere Projekte 2019
Im Sommer 2019 startete Mrfy die „Save the Puffins Tour“. Sie traten auch mit der berühmten Band Skunk Anansie im Kino Šiška und beim Trnovfest mit Kokosy auf. Zudem spielte Mrfy auch beim Šiška Open 2019 anlässlich des zehnjährigen Jubiläums des Kino Šiška. Auf dem Programm standen auch Koala Voice, Zala und Gašper, Laibach und weitere slowenische Musiker. Im November veröffentlichte sie das Musikvideo zu Heaven & Hell sowie eine Akustiksession für Koob Sessions, in der vier Lieder unplugged interpretiert wurden. Im selben Monat gaben sie zwei Akustikkonzerte in der Simulaker Gallery.

### AlbumUse
Am 20. April 2021 erschien die erste Single Zaljubila (deutsch „Verliebt“) des neuen Albums Use. Im Sommer desselben Jahres folgte erneut eine Tour durch Slowenien mit Stops in Ljubljana, Brežice und mehr. Nach der Tour wurden die Singles Prjatučki (deutsch „Kumpels“ bzw. „Freunde“) und Fly aus der MENT Session veröffentlicht, wobei letztere nicht Teil des Albums wurde und ihr erstes englischsprachiges Lied ist. Fly verwendet die Melodie ihres Liedes Najlepše Bitje (deutsch „Das schönste Wesen“), hat aber einen veränderten Text. Am 11. November 2021 spielte die Band ihr erstes Akustikkonzert in der Zorica Bar in Ljubljana. Die Single Prjatučki wurde zudem in einer Werbekampagne der slowenischen Telekom verwendet.
Am 16. Februar 2022 kündigte Mrfy ihr neues Album Use und ein Release-Konzert für den 4. Mai 2022 im Kino Šiška in Ljubljana an. Aufgrund der hohen Nachfrage wurde ein zusätzlicher Konzerttermin angesetzt. Am 13. April 2022, veröffentlichten sie ihre dritte Single Angeli (deutsch „Die Engel“). Nach den Konzerten am 4. und 6. Mai folgte eine weitere Tour durch Slowenien.

### Entwicklungen seit 2022
Nach der Veröffentlichung des Albums Use brachte die Band mehrere neue Songs heraus, darunter Poskočna (deutsch „Die Springende“) mit Laibach, Future Idols, palipali, Tonemo (deutsch „Wir sinken“), letzterer als Vorbote eines neuen Albums. Zudem veröffentlichten sie ihr zweites englischsprachiges Lied All My Friends Are Dead, dessen Melodie auf Prjatučki basiert, jedoch mit angepasstem Text versehen wurde.
Im Oktober 2024 verließ Lenart Merlin freiwillig die Band. Seitdem ersetzt ihn ein viertes Mitglied, dessen Identität jedoch geheim gehalten wird. Das vierte Mitglied ist auf sozialen Netzwerken, sowie Konzerten, nur mit einer Maske zu sehen.
Im November und Dezember 2024 begleitete Mrfy Joker Out als Support-Act auf deren Album-Release-Tour und spielte Konzerte in Belgrad, Skopje, Zagreb und Wien. Darauf folgte ein Konzert in Triest und mehrere in Slowenien. Im Januar 2025 nahm die Band am Eurosonic Noorderslag Festival in Groningen teil und spielte ein Konzert in Delft.
Der Sänger der Band, Gregor Strasbergar, moderierte gemeinsam mit der slowenischen Sängerin Raiven den slowenischen Vorentscheid EMA 2025 für den Eurovision Song Contest. Dort performte die Band ihre neue Single Helo, und Strasbergar performte gemeinsam mit Raiven ein Mashup von den Liedern Zaljubila und Zažarim.
Am 21. März 2025 fand die Premiere ihres neuen Albums Helo im Media Center in Ljubljana statt.

## Diskografie

### Alben
- 2018: Izštekani (ZKP RTVS)
- 2018: Story (Sonic Tribe)
- 2022: Use (Helo / Sonic Tribe)
- 2025: Helo

### EPs
- 2018: A Side of the Story

### Singles
- 2016: Klic
- 2017: Always (Če te najdem)
- 2017: Anakin
- 2018: Tretje okno
- 2018: Ti dam
- 2018: Umru zate
- 2018: Omama
- 2019: Recall
- 2019: Heaven&Hell (umbenannt auf &&)
- 2020: Zonzei
- 2021: Zaljubila
- 2021: Zaljubila (Natural Akustik cover)
- 2021: Prjatučki
- 2021: Fly ◎ MENT Session
- 2022: Tubaluga
- 2022: Angeli
- 2022: San Francisco
- 2022: Tobogan
- 2022: Lok napet (Live session)
- 2022: Božični prazniki in piškoti
- 2023: Prosti pad (Live session)
- 2023: Prjatučki (RotorMotor remix)
- 2023: Prjatučki (Nomark remix)
- 2023: Šola Šola
- 2023: RonRon
- 2024: Poskočna (mit Laibach)
- 2024: Future Idols
- 2024: palipali
- 2024: Tonemo
- 2025: All My Friends Are Dead
- 2025: Helo

### Sonstiges
Der Schlagzeuger der Band, Rok Klobučar, ist auch als eigenständiger Musiker unter dem Namen „Herkylees“ aktiv und komponiert eigene Lieder. Zu seinen Werken zählen:
- 2022: Skuter
- 2024: Woki Toky

## Auszeichnungen und Nominierungen
| Auszeichnung                                                | Jahr | Kategorie           | Nominiert für   | Ergebnis  |
| ----------------------------------------------------------- | ---- | ------------------- | --------------- | --------- |
| Zlata piščal (Die Goldene Pfeife – slowenischer Musikpreis) | 2017 | Lied des Jahres     | "Anakin"        | Nominiert |
| Zlata piščal (Die Goldene Pfeife – slowenischer Musikpreis) | 2017 | Künstler des Jahres | MRFY            | Nominiert |
| Zlata piščal (Die Goldene Pfeife – slowenischer Musikpreis) | 2017 | Newcomer des Jahres | MRFY            | Gewonnen  |
| Zlata piščal (Die Goldene Pfeife – slowenischer Musikpreis) | 2018 | Lied des Jahres     | "Umru zate"     | Nominiert |
| Zlata piščal (Die Goldene Pfeife – slowenischer Musikpreis) | 2018 | Album des Jahres    | "Story"         | Nominiert |
| Zlata piščal (Die Goldene Pfeife – slowenischer Musikpreis) | 2018 | Künstler des Jahres | MRFY            | Nominiert |
| Zlata piščal (Die Goldene Pfeife – slowenischer Musikpreis) | 2021 | Lied des Jahres     | "Prjatučki"     | Gewonnen  |
| Zlata piščal (Die Goldene Pfeife – slowenischer Musikpreis) | 2021 | Lied des Jahres     | "Zaljubila"     | Nominiert |
| Zlata piščal (Die Goldene Pfeife – slowenischer Musikpreis) | 2021 | Künstler des Jahres | MRFY            | Nominiert |
| Zlata piščal (Die Goldene Pfeife – slowenischer Musikpreis) | 2022 | Lied des Jahres     | "Angeli"        | Gewonnen  |
| Zlata piščal (Die Goldene Pfeife – slowenischer Musikpreis) | 2022 | Lied des Jahres     | "San Francisco" | Nominiert |
| Zlata piščal (Die Goldene Pfeife – slowenischer Musikpreis) | 2022 | Album des Jahres    | "Use"           | Gewonnen  |
| Zlata piščal (Die Goldene Pfeife – slowenischer Musikpreis) | 2022 | Künstler des Jahres | MRFY            | Gewonnen  |
| Zlata piščal (Die Goldene Pfeife – slowenischer Musikpreis) | 2023 | Künstler des Jahres | MRFY            | Nominiert |